# Isabelle Benard
Isabelle Benard (1966) è una modella francese, vincitrice del titolo di Miss Normandia 1980 e Miss Francia 1981. In seguitò rappresentò la Francia a Miss Universo 1981.
La sua incoronazione è avvenuta presso l'Hôtel PLM Saint-Jacques di Parigi.